# One-Thing-at-a-Time O'Day
One-Thing-at-a-Time O'Day er en amerikansk stumfilm fra 1919 af John Ince.

## Medvirkende
- Bert Lytell som Stradivarius O'Day
- Joseph Kilgour som Charley Carstock
- Eileen Percy som Prarie-Flower Marie
- Stanton Heck som Gorilla Lawson
- William A. Carroll som MacLeod